# Lermagulhake
Lermagulhake (Geothlypis speciosa) är en hotad fågelart i familjen skogssångare som är endemisk för Mexiko.

## Utseende och läten
Lermagulhaken är en 13 cm lång olivgul, maskförsedd fågel med mörkbruna ben och svart näbb. Hanen är olivbrun ovan med svart ansiktsmask, ibland med grå anstrykning på sidan av hjässan och nacken. Undersidan är gul med orange ton på bröstet, på flankerna mer ockrafärgad.

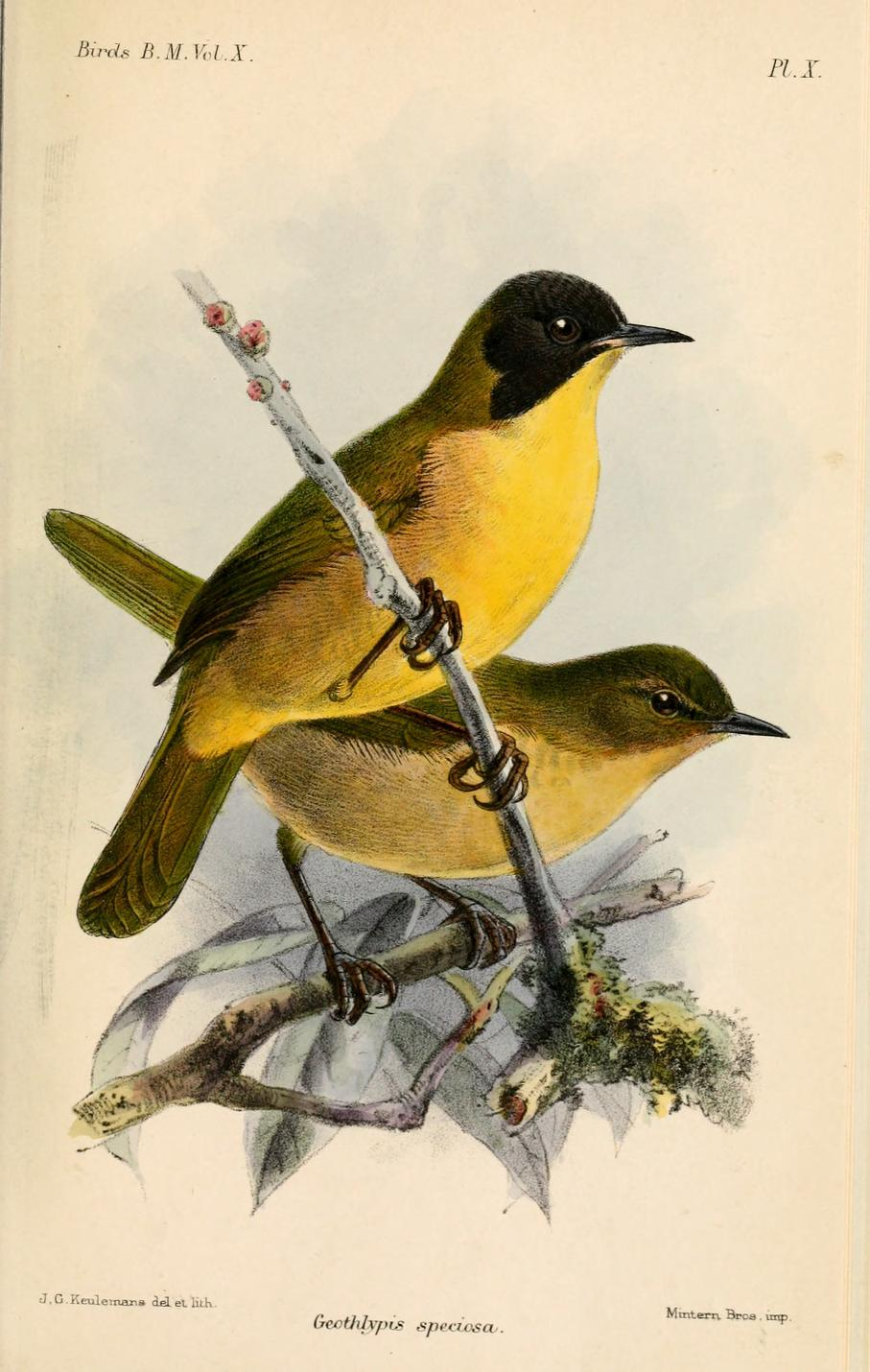

Honan saknar ögonmask och har olivgrönt ansikte med ljus ögonring och ett ljusbeige ögonbrynsstreck. Liknande gulhaken har ljusa ben och är ljusare överlag, med mindre fylligt gul undersida och avsaknad av ockrafärgad anstrykning på flankerna. Vidare har hanen mindre svart på pannan och saknar grå ton runt ögonmasken. Lätet beskrivs som ett nasalt och hårt "chreh" medan sången består av en snabb serie tjippande toner.

## Utbredning och status
Fågeln förekommer i högländer i södra och centrala Mexiko (östra Michoacán, södra Guanajuato och delstaten Mexiko). Den behandlas antingen som monotypisk eller delas in i två underarter med följande utbredning:
- Geothlypis speciosa speciosa – delstaten Mexiko
- Geothlypis speciosa limnatis – östra Michoacán och södra Guanajuato

## Status och hot
Lermagulhaken har ett mycket litet utbredningsområde och är idag endast känd från fyra områden. Den tros dessutom minska i antal på grund av utdikning av våtmarker. Internationella naturvårdsunionen IUCN kategoriserar därför arten som sårbar. Världspopulationen uppskattas till endast mellan 2.500 och 10.000 individer.